# Jean Texereau
Pour les articles homonymes, voir Texereau.
Jean Texereau, né le 3 février 1919 à Paris et mort le 6 février 2014 à Seillans, est un ingénieur opticien, il a acquis une renommée internationale en matière de taille et de contrôle d'instruments optiques aussi bien en France qu'à l'étranger. Son nom est connu des amateurs pour la rédaction du manuel « La construction du télescope d'amateur » paru dans les années 1940 dans la revue « L'Astronomie », puis édité en 1951 par la Société astronomique de France avec la préface d'André Couder. Cet ouvrage, traduit en anglais, est considéré jusqu'à ce jour comme la référence en matière de taille de miroir optique, tant à cause de ses qualités pédagogiques que de ses explications techniques,.

## Biographie
Texereau est d'abord un autodidacte passionné d'optique. En 1939 (il a tout juste 20 ans) il construit son premier télescope newtonien de 10 pouces, suivi toujours pendant la guerre, d'un second de 20 pouces. Il puisait dans les rares articles techniques disponibles à l'époque les informations utiles à son projet. Après la guerre, il entre en qualité d'ingénieur opticien au laboratoire d'optique de l'Observatoire de Paris. Sa compétence et son savoir-faire dans ce domaine ont immédiatement attiré l'attention de son directeur le Pr Danjon qui le rattache à l'équipe d'André Couder chargée de relancer la construction de nouveaux instruments de recherche en astronomie après la période de déclin qui avait suivi les deux conflits mondiaux. C'est dans ce contexte que Texereau a été de près ou de loin impliqué dans tous les grands projets français d'après-guerre. Son premier projet professionnel a été la construction du télescope Cassegrain de 60 cm de l'Observatoire de Meudon près de Paris, instrument qui fit l'admiration de Bernard Lyot et valut d'emblée à Texereau sa renommée.
Conjointement à ses activités professionnelles, Jean Texereau animait la Commission des Instruments de la Société Astronomique de France dont l'atelier se trouvait à l'époque au 28 rue Serpente (Paris VI); il est toujours de coutume d'associer amateurs et professionnels à la SAF, et c'est délibérément que Texereau décida , vu le prix exorbitant et la qualité douteuse à l'époque des optiques proposées sur le marché, de mettre à disposition des amateurs les informations pratiques afin qu'ils puissent disposer d'instruments à prix abordable. Ce grand mérite de vulgarisation au sens noble du terme lui est actuellement reconnu. Son livre La construction du Télescope d'Amateur traduit en anglais sous le titre How to make a Telescope, édité outre-atlantique dès 1957 par Interscience Publishers Inc, New York, puis repris en 1983 par Willmann-Bell, a été considéré dès sa première parution comme un évènement dans le monde amateur.
La renommée de Texereau a fait de lui un expert en matière de taille et de contrôle des surfaces optiques. On lui doit notamment la réalisation de deux objectifs-prismes de 40 cm (1963), d'un Schmidt de 61 cm, d'un coudé spectrographique de 152 cm, du miroir de 190 cm , tous à l'observatoire de Haute Provence (1964), ainsi que le contrôle et la retouche de l'objectif de 81 cm de la grande lunette des frères Henry de l'observatoire de Meudon (la plus grande lunette européenne, la 3e mondiale). Il fut également appelé aux États-Unis pour reconfigurer les miroirs primaires et secondaires du Cassegrain de l'observatoire Mc Donald. Sous l'impulsion de Danjon, Texereau s'appliqua avec la Société Optique de Précision de Levallois à mettre au point un prototype d'"Astrolabe Impersonnel" qui fut par la suite commercialisé.
Sans avoir fait de découvertes fondamentales en sciences, Texereau a eu l'immense mérite d'être, à l'instar de Léon Foucault qu'il admirait, un praticien de l'optique hors-pair qui a donné à la France d'après-guerre ses meilleurs instruments et qui a su communiquer à une génération d'amateur de par le monde la passion de construire soi-même ses instruments.
Il meurt le 6 février 2014, peu après John Dobson et 6 mois après Pierre Bourge, tous trois à plus de 90 ans.
L'astéroïde (3765) Texereau a été nommé en son honneur.

## La construction du télescope d'amateur
Texereau est célèbre pour son livre « La construction du télescope d'amateur », devenu au fil du temps « Le Texereau », publié pour la première fois en 1951 et qui connut un succès fulgurant parmi le public amateur, cela s'expliquant par le fait que le prix des télescopes du commerce, et en particulier ceux de 200 mm, était à l'époque exorbitant. Ce livre fut traduit rapidement en anglais et 3 éditions françaises virent le jour, la deuxième en 1961 et la 3e en 2004.